# Долна Лобаница
Долна Лобаница е бивше село в Егейска Македония, Гърция, на територията на дем Костур, област Западна Македония.

## География
Селото е било разположено на около пет километра югозападно от костурското бивше село Лобаница и на два километра източно от албанското Тръстеник. Долна Лобаница е традиционна махала на костурското село Лобаница заедно с Горна Лобаница. Руините на селото се намират в непосредствена близост до гръцко-албанската граница и на албанска територия.

## История
Според статистиката на Васил Кънчов („Македония. Етнография и статистика“) в 1900 година Горна Лабаница има 535, а Долна – 20 жители българи.
На Етнографската карта на Битолския вилает на Картографския институт в София от 1901 година Долна Лабаница е чисто българско село в Корчанската каза на Корчанския санджак с 5 къщи.
Село Долна Лобаница е изоставено в размирното време след потушаването на Илинденско-Преображенското въстание в 1903 година.